# Jūbako-yomi

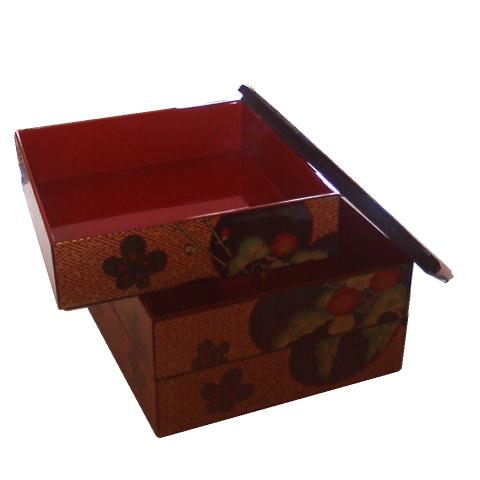
Eine Jūbako

Die Jūbako-yomi (jap. 重箱読み) ist eine Form der Lesung von Kanji-Komposita in der japanischen Sprache. Der erste Wortbestandteil wird dabei sinojapanisch (Onyomi), der zweite Teil japanisch gelesen (Kunyomi). Namensgebend war dabei das Wort für die historischen japanischen Essensschachteln (重箱, jūbako), eben weil die Schriftzeichen in diesem Wort genau in dieser Form gelesen werden. Der umgekehrte Fall, erst Kun- dann On-Lesung, wird Yutō-yomi genannt, nach dem Wort yutō, „Wassereimer“.
Üblicherweise werden Komposita rein in On-Lesung oder rein in Kun-Lesung gelesen, die Jūbako-yomi ist eine Ausnahme. 
| Kanji  | Lesung    | Bedeutung                         |
| ------ | --------- | --------------------------------- |
| 工場   | kōba      | Werkstatt                         |
| 役場   | yakuba    | Rathaus                           |
| 台所   | daidokoro | Küche                             |
| 団子   | dango     | Kloß                              |
| 番組   | bangumi   | (Fernseh-)Programm                |
| 本棚   | hondana   | Bücherregal                       |
| 派手   | hade      | prächtig, "knallig"               |
| 残高   | zandaka   | Saldo                             |
| 金星   | kinboshi  | Sieg gegen einen Sumō-Großmeister |
| 反物   | tanmono   | (Kimono)-Stoff                    |
| 雑木   | zōki      | Laubbaum                          |
| 音読み | on'yomi   | On-Lesung                         |